# نیروهای امنیت ملی فلسطین
نیروهای امنیت ملی فلسطین (عربی: قوات الأمن الوطني الفلسطيني)، نیروهای امنیتی و شبه‌نظامی تشکیلات خودگردان فلسطین هستند.